# Freeland (Míchigan)
Freeland es un lugar designado por el censo ubicado en el condado de Saginaw en el estado estadounidense de Míchigan. En el Censo de 2010 tenía una población de 6969 habitantes y una densidad poblacional de 400,29 personas por km².

## Geografía
Freeland se encuentra ubicado en las coordenadas 43°31′3″N 84°6′53″O / 43.51750, -84.11472. Según la Oficina del Censo de los Estados Unidos, Freeland tiene una superficie total de 17.41 km², de la cual 17.05 km² corresponden a tierra firme y (2.05%) 0.36 km² es agua.

## Demografía
Según el censo de 2010, había 6969 personas residiendo en Freeland. La densidad de población era de 400,29 hab./km². De los 6969 habitantes, Freeland estaba compuesto por el 84.73% blancos, el 12.48% eran afroamericanos, el 0.46% eran amerindios, el 0.56% eran asiáticos, el 0.04% eran isleños del Pacífico, el 0.56% eran de otras razas y el 1.16% pertenecían a dos o más razas. Del total de la población el 2.91% eran hispanos o latinos de cualquier raza.